# Phoebe Cates
Phoebe Cates, född 16 juli 1963 i New York City, New York, är en amerikansk skådespelare och sångare. 

## Biografi
Cates far var producent på Broadway och inom TV. Hon slog igenom 1982 i filmerna Paradise och Häftigt drag i plugget. 
Hon spelade "Lili" i serien Lace. Senare medverkade hon i bland annat Gremlins (1984) och Släng dig i väggen, Fred! (1991). 
Sedan 1994 har hon bara medverkat i en film och äger sedan 2006 en butik på Madison Avenue i New York. 
Hon sjöng även ledmotivet till filmen Paradise och två låtar i filmen Private School (1983).
Cates är sedan 1989 gift med skådespelaren Kevin Kline och de har två barn. Sonen Owen Kline (född 1991) är också skådespelare och medverkade i filmen The Squid and the Whale (2005).

## Filmografi
- 1982 – Paradise
- 1982 – Fast Times at Ridgemont High
- 1983 – Private School
- 1983 – Baby Sister (TV-film)
- 1984 – Gremlins
- 1984 – Lace (miniserie)
- 1985 – Lace II (miniserie)
- 1987 – Date with an Angel
- 1988 – Bright Lights, Big City
- 1989 – Shag
- 1989 – Heart of Dixie
- 1990 – Jag älskar dig till döds
- 1990 – Gremlins 2: Det nya gänget
- 1991 –  Drop Dead Fred
- 1993 – Bodies, Rest & Motion
- 1994 – Princess Caraboo
- 2001 – The Anniversary Party